# Rodolfo Stavenhagen

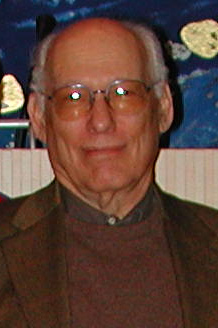
Rodolfo Stavenhagen

Rodolfo Stavenhagen (ur. 29 sierpnia 1932 we Frankfurcie nad Menem, zm. 5 listopada 2016 w Meksyku) – meksykański socjolog, profesor El Colegio de México, były zastępca Dyrektora generalnego UNESCO.
W latach 2001–2008 pełnił funkcję specjalnego sprawozdawcy ONZ do spraw sytuacji w zakresie podstawowych praw i wolności ludów tubylczych, mianowany na to stanowisko przez byłą Komisję Praw Człowieka ONZ Rezolucją 2001/57 z 2001 roku. Pierwszy raport sporządził jako sprawozdawca w lutym 2002. 30 marca 2008 zastąpił go na tym stanowisku prof. James Anaya ze Stanów Zjednoczonych. Angażował się m.in. w wieloletnie prace nad Deklaracją praw ludów tubylczych ONZ.